# Marin Neagoe
Marin Neagoe (n.  ?) este un general de securitate român, care a condus Direcția a V-a a Securității (Securitate și Gardă) până la 22 decembrie 1989. 

## Activitatea profesională
În perioada 1952-1954 a lucrat ca ofițer în garda patriarhului Justinian Marina.
În 1954 a fost numit aghiotantul lui Nicolae Ceaușescu, funcție pe care a îndeplinit-o până în 1989.
Marin Neagoe a fost înaintat la gradul de general-maior (cu o stea), odată cu un numeros grup de colonei de Securitate, în 23 august 1984, când se aniversau 40 de ani de la „insurecția armată antifascistă și antiimperialistă”.
La 22 decembrie 1989 ora 12.09 a chemat elicopterele cu care soții Ceaușescu a fost evacuați din sediul CC al PCR. Pentru aceasta, a fost dat în urmărire la Televiziune și prezentat drept "primul terorist al țării".
În 1990 a fost arestat și condamnat în mai 1991 la 7 ani închisoare pentru rolul său în reprimarea demonstrațiilor anticomuniste , sub acuzația de abuz în serviciu. A fost degradat și încarcerat în penitenciarele Rahova și Jilava, dar în 1992 a fost eliberat, a primit gradele înapoi, devenind general în rezervă.

## Lucrări publicate
- 35 de ani. Umbra lui Ceaușescu, 240 pagini, Editura Lumea Magazin, 2008.